# Ван Альфен, Ханс
Ханс ван Альфен (нидерл. Hans Van Alphen; род. 12 января 1982, Тюрнхаут, Фламандский регион) — бельгийский легкоатлет, специалист по многоборьям. Выступал за сборную Бельгии по лёгкой атлетике в 2007—2016 годах, серебряный призёр Универсиады в Бангкоке, победитель и призёр первенств национального значения, действующий рекордсмен страны в десятиборье, участник двух летних Олимпийских игр.

## Биография
Ханс ван Альфен родился 12 января 1982 года в городе Тюрнхаут провинции Антверпен.
Впервые заявил о себе в лёгкой атлетике в сезоне 2005 года, став чемпионом Бельгии в десятиборье.
Будучи студентом, в 2007 году побывал на летней Универсиаде в Бангкоке, откуда привёз награду серебряного достоинства, выигранную в десятиборье — с результатом в 8047 очков уступил здесь только немцу Якобу Минаху. Попав в основной состав бельгийской национальной сборной, выступил на чемпионате мира в Осаке, где стал одиннадцатым.
В 2008 году занял 15-е место на международных соревнованиях Hypo-Meeting в Австрии и благодаря череде удачных выступлений удостоился права защищать честь страны на летних Олимпийских играх в Пекине, однако из-за травмы вынужден был сняться в ходе первого соревновательного дня, не показав никакого результата.
В 2010 году был тринадцатым на Hypo-Meeting и пятым на чемпионате Европы в Барселоне.
В 2011 году показал девятый результат на чемпионате Европы в помещении в Париже, стал одиннадцатым на Hypo-Meeting, выиграл серебряную медаль на турнире TNT — Fortuna Meeting в Чехии, одержал победу на Décastar во Франции.
В мае 2012 года на турнире Hypo-Meeting превзошёл всех своих соперников и установил национальный рекорд Бельгии в десятиборье — 8519 очков. Также в этом сезоне вновь выиграл Décastar. Находясь в числе лидеров бельгийской легкоатлетической сборной, благополучно прошёл отбор на Олимпийские игры в Лондоне — набрал в сумме всех дисциплин десятиборья 8447 очков, расположившись в итоговом протоколе соревнований на четвёртой строке.
Принимал участие в чемпионате Европы в Амстердаме, но без результата досрочно завершил выступление.